# Kabinett Wagner (Rheinland-Pfalz)
Das Kabinett Wagner war das 16. Kabinett der Landesregierung des Landes Rheinland-Pfalz nach dem Zweiten Weltkrieg. Es begann am 8. Dezember 1988 und wurde vom Kabinett Scharping abgelöst.
| Amt                                                                | Name                                              | Partei    | Partei |
| ------------------------------------------------------------------ | ------------------------------------------------- | --------- | ------ |
| Ministerpräsident                                                  | Carl-Ludwig Wagner                                |           | CDU    |
| Wirtschaft und Verkehr Stellvertreter des Ministerpräsidenten      | Rainer Brüderle                                   |           | FDP    |
| Bundesangelegenheiten                                              | Albrecht Martin bis 2. November 1989 Hermann Hill |           | CDU    |
| Inneres und Sport bis 21. Juni 1990 Inneres                        | Rudi Geil                                         | CDU       |        |
| Finanzen                                                           | Emil Wolfgang Keller                              | CDU       |        |
| Justiz                                                             | Peter Caesar                                      |           | FDP    |
| Soziales und Familie bis 21. Juni 1990 Soziales, Familie und Sport | Ursula Hansen bis 21. Juni 1990 Ursula Funke      |           | CDU    |
| Soziales und Familie bis 21. Juni 1990 Soziales, Familie und Sport | Ursula Hansen bis 21. Juni 1990 Ursula Funke      | parteilos |        |
| Landwirtschaft, Weinbau und Forsten                                | Dieter Ziegler bis 21. Juni 1990 Werner Langen    |           | CDU    |
| Kultus                                                             | Georg Gölter                                      |           | CDU    |
| Umwelt und Gesundheit                                              | Alfred Beth                                       | CDU       |        |